# اوشترونفلد
اوشترونفلد (به آلمانی: Osterrönfeld) یک شهر در آلمان است که در رندسبورگ-اکرنفورده واقع شده‌است. اوشترونفلد ۵٬۲۴۴ نفر جمعیت دارد.